# أكمية مولفوردية
أكمية مولفوردية (الاسم العلمي: Aechmea mulfordii) هو نوع من النباتات الفوقية يتبع جنس الأكمية من فصيلة البروميلية.